# Liga Vlad Țepeș
Liga Vlad Țepeș a fost un partid politic din România, cu program și orientare conservatoare, înființat la 30 iunie 1929 de Grigore N. Filipescu (care părăsise Partidul Poporului), împreună cu Nicolae Miclescu, Alexandru Periețeanu, C. Sturza, N. Mareș, Emil Ottulescu și alții. Nicolae Iorga și Partidul Naționalist-Democrat a sprijinit programul Ligii care prevedea extirparea corupției din viața publică și pedepsirea celor vinovați.

## Alegerile din iunie 1931
La alegerile generale parlamentare de la începutul lunii iunie 1931 a participat și Liga Vlad Țepeș, în cartelul electoral „Uniunea Națională”, din care mai făceau parte Partidul Naționalist - Democrat (lorga), Partidul Național Liberal, Partidul German, Partidul Uniunea Agrară și alte câteva partide mai mici. Uniunea Națională a câștigat alegerile, obținând 289 de deputați și 108 senatori, dintr-un total de 387 deputați și 113 senatori. În cadrul Uniunii Naționale, Ligii Vlad Țepeș i-au revenit 25 de parlamentari.
La 10 martie 1932, Liga Vlad Țepeș s-a transformat în Partidul Conservator-Grigore Filipescu, fără legătură de doctrină cu fostul mare Partid Conservator.
Liga Vlad Țepeș a editat din 1930 o serie nouă a ziarului Epoca iar Partidul Conservator-Grigore Filipescu a continuat editarea acestuia până în 1938.